# Mary GrandPré
Mary GrandPré (Dakota do Sul, 13 de fevereiro de 1954) é uma ilustradora americana.
O reconhecimento de seu trabalho veio com as ilustrações de Harry Potter para a edição americana. Suas ilustrações foram usadas também para figurar as capas de edições de outros países, incluindo Brasil e Portugal (exceto o livro Os Contos de Beedle, o Bardo).
Já ilustrou a capa de uma edição da revista Time e já recebeu prêmios da The Society of Illustrators, Communication Arts, Graphis, Print e Art Direction.
GrandPré também tem sido destaque no livro How Jane Won, que examina cinquenta mulheres que foram bem sucedidas nas carreiras escolhidas e em suas vidas pessoais.
Outro trabalho que fez foram as ilustrações da animação Formiguinhaz (Brasil) / Formiga Z (Portugal).